# May Irwin
May Irwin, geboren als Georgina May Campbell (Whitby, 27 juni 1862 - New York, 22 oktober 1938) was een Canadese actrice en zangeres

## Levensloop en carrière
Irwin begon haar carrière als zangeres, samen met haar jongere zus Flora. Ze traden op in theaters vanaf 1874. Op 21-jarige leeftijd tekende ze een contract bij Augustin Daly. In 1895 speelde ze de hoofdrol in het theaterstuk The Widow Jones. Hierin gaven hoofdrolspelers Irwin en John C. Rice elkaar een kus. Toen Thomas Edison het stuk zag, maakte hij met behulp van zijn kinetoscoop en regisseur William Heise The Kiss. Dit was de eerste kus in de geschiedenis van de cinema. In 1914 speelde Irwin in haar tweede stomme film, Mrs. Black is Back.
Irwin was tweemaal gehuwd. Ze overleed in 1938 op 76-jarige leeftijd. Ze ligt begraven op Kensico Cemetery.